# Giovanni Roncari
Giovanni Roncari (Verona, 19 agosto 1949) è un vescovo cattolico italiano, dal 19 dicembre 2024 vescovo emerito di Pitigliano-Sovana-Orbetello e di Grosseto.

## Biografia
Nasce a Verona, città capoluogo di provincia e sede vescovile il 19 agosto 1949. In età scolare si trasferisce a Firenze.

### Formazione e ministero sacerdotale
Dopo essere entrato nel seminario dei frati minori cappuccini toscani, nel 1966 comincia presso le Celle di Cortona il periodo di noviziato. Dopo la maturità classica, continua gli studi teologici fino a conseguire il baccelleriato in teologia.
Il 20 agosto 1972 emette la professione solenne nell'Ordine dei frati minori cappuccini e il 22 marzo 1975 viene ordinato presbitero a Viterbo.
Dopo l'ordinazione diventa cappellano dell'ospedale di Careggi a Firenze, dal 1975 al 1976. Continua gli studi e, nel 1979, ottiene la licenza in Storia della Chiesa presso la Pontificia Università Gregoriana di Roma.
Tornato in Toscana diviene assistente degli universitari ospitati nel convento di Pisa, dal 1979 al 1980, per venire poi trasferito a Firenze, nel convento di Montughi, dove viene nominato vicedirettore degli studenti di teologia, assistente dell'Ordine francescano secolare e della Gioventù Francescana. Dal 1984 al 1988 è vicario parrocchiale della chiesa dei Santi Francesco e Chiara a Montughi, di cui diviene parroco nel 1992 fino al 2012. Dal 1988 è docente di Storia della Chiesa presso la Facoltà teologica dell'Italia centrale, mantenendo l'incarico fino alla nomina episcopale. Nel 2012 viene trasferito come guardiano presso la chiesa di San Carlo ai Cappuccini a Borgo San Lorenzo.
Presso l'arcidiocesi di Firenze ricopre gli incarichi di delegato per l'apostolato dei laici e assistente ecclesiastico della consulta diocesana per le aggregazioni laicali, dal 1998 al 2005; dal 2002 è membro del collegio dei consultori e dal 2012 vicario episcopale per il clero.

### Ministero episcopale
Il 1º ottobre 2015 papa Francesco lo nomina vescovo di Pitigliano-Sovana-Orbetello; succede a Guglielmo Borghetti, precedentemente nominato vescovo coadiutore di Albenga-Imperia. Il 21 novembre successivo riceve l'ordinazione episcopale, nella cattedrale di Santa Maria del Fiore, dal cardinale Giuseppe Betori, arcivescovo metropolita di Firenze, co-consacranti Mario Meini, vescovo di Fiesole, e Guglielmo Borghetti, entrambi suoi immediati predecessori alla guida della diocesi pitiglianese. Il 29 novembre successivo prende possesso canonico della diocesi.
Il 19 giugno 2021 papa Francesco lo nomina anche vescovo di Grosseto, unendo così in persona episcopi le sedi di Grosseto e Pitigliano-Sovana-Orbetello; succede a Rodolfo Cetoloni, dimessosi per raggiunti limiti di età. Il 9 agosto successivo prende possesso canonico della diocesi.
Il 19 dicembre 2024 lo stesso pontefice accoglie la sua rinuncia, presentata per raggiunti limiti di età, al governo pastorale delle due diocesi; gli succede Bernardino Giordano, del clero della diocesi di Saluzzo. Rimane amministratore apostolico fino all'ingresso del successore.

## Genealogia episcopale
La genealogia episcopale è:
- Cardinale Scipione Rebiba
- Cardinale Giulio Antonio Santori
- Cardinale Girolamo Bernerio, O.P.
- Arcivescovo Galeazzo Sanvitale
- Cardinale Ludovico Ludovisi
- Cardinale Luigi Caetani
- Cardinale Ulderico Carpegna
- Cardinale Paluzzo Paluzzi Altieri degli Albertoni
- Papa Benedetto XIII
- Papa Benedetto XIV
- Papa Clemente XIII
- Cardinale Bernardino Giraud
- Cardinale Alessandro Mattei
- Cardinale Pietro Francesco Galleffi
- Cardinale Giacomo Filippo Fransoni
- Cardinale Carlo Sacconi
- Cardinale Edward Henry Howard
- Cardinale Mariano Rampolla del Tindaro
- Cardinale Gennaro Granito Pignatelli di Belmonte
- Cardinale Pietro Boetto, S.I.
- Cardinale Giuseppe Siri
- Cardinale Giacomo Lercaro
- Vescovo Gilberto Baroni
- Cardinale Camillo Ruini
- Cardinale Giuseppe Betori
- Vescovo Giovanni Roncari, O.F.M.Cap.

## Araldica
| Stemma | Blasonatura |
| ------ | --- |
|        | Scudo sagomato: d'argento, al ponte di tre archi di rosso, murato di nero, fondato su un fiume ondoso d'azzurro, sormontato a destra da una stella (8) d'azzurro e a sinistra da un giglio di rosso; al capo d'azzurro, al braccio di San Francesco al naturale movente da un nimbo d'argento e posto in sbarra attraversato dal braccio di Cristo al naturale movente da un nimbo d'argento e posto in banda, cimati da una croce al naturale. Ornamenti esteriori da vescovo. Motto: In caritate et laetitia. |